# Sergio Lafuente
Sergio Roberto Lafuente  Rocha (Maldonado, 22 de mayo de 1966) es un exlevantador de pesas uruguayo y actual piloto de cuatriciclo en el Rally Dakar.
Es conocido mundialmente por su participación en los Juegos Olímpicos de Barcelona de 1992 y de Atlanta 1996 como levantador de pesas y por su participación en cuatro Rally Dakar.

## Trayectoria

### Halterofilia
Participó con su selección en los Juegos Panamericanos de 1991. También estuvo en el equipo de la selección uruguaya para los Juegos Olímpicos de Verano de 1992 en Barcelona. Allí estaba en el peso semipesado (hasta 82 kg) al inicio y terminó con lujo de 280 kg en el 26º lugar en la clasificación final. También participó en los Juegos Panamericanos de 1995 y 1999, formando parte de la selección uruguaya. Un adscrito a mencionar que él también había participado en los Juegos Olímpicos de Verano de 1996 obteniendo el puesto 14º en la general final de halterofilia. En 2001, ganó con el equipo uruguayo de musculación y Halterofilia (GUMHA) el lanzamiento de Lafuente también en la competición individual, el campeonato uruguayo en la clase de hasta 85 kg.

### Piloto de cuatriciclos
Mientras tanto, Lafuente participaba en carreras de rally y rally raid en Uruguay y Argentina. Participó en el Rally Dakar de 2011 a la edad de 44 años, y por lo tanto era el mayor de los 30 pilotos en la categoría quad. Acabó en el 14º puesto en el año de su debut, por lo tanto último de la categoría. En 2012 volvió a correr la prestigiosa carrera, obteniendo dos victorias de etapa para el Uruguay Racing Team con una Yamaha Raptor 700 en las dos primeras etapas. En la clasificación final terminó quinto en la general. 
El 31 de diciembre de 2012, se informó que Lafuente, casado y padre de tres hijas, fue admitido después de una transfusión de sangre con productos sanguíneos contaminados con insuficiencia renal aparente en un hospital. Él estaba en una condición que amenazaba su vida y estaba en coma. Recibió la transfusión de sangre con el fin de acelerar el proceso de curación de una lesión en el hombro. Sin embargo, pocos días más tarde se informó de fuentes del Ministerio de Salud de Uruguay que hay productos sanguíneos contaminados, pero la mala conducta personal del médico causa del incidente fue, con lo cual se pretende el ejercicio de acciones penales. Todo este escándalo y sus problemas de salud le privaron de participar en el Rally Dakar de 2013.
Tras superar sus problemas volvió fuerte en 2014 ganando la quinta etapa y situándose líder dos días. Sin embargo en la undécima etapa el motor de su vehículo falló y se vio obligado al abandono. Ese mismo año ganó el Desafío Ruta 40 en la categoría de quads 4x2.
Corrió el Rally Dakar de 2015 como uno de los máximos favoritos al título. Fue líder en la segunda etapa, pero en la décima mientras marchaba 2º en la especial y 3º en la general tras Rafal Sonik e Ignacio Casale sufrió un accidente con su cuatri tras volcar. No pudo repararlo y se vio obligado al abandono en el Dakar por segundo año seguido.
En 2017 ganó el Desafío Ruta 40 Sur.

### Copiloto de automóviles
En 2015, Lafuente dejó de pilotar quads y pasó a competir en automóviles como copiloto del argentino Nazareno López, participando en el Rally de Marruecos 2015 y el Rally Dakar 2016 con un Mini All4 Racing. Triunfó en el Desafío Ruta 40 2016 como acompañante de Sebastián Halpern, en este caso con una Toyota Hilux. También en 2016 finalizó cuarto en la Baja Aragón con una camioneta Ford junto a Xavier Pons. Luego fue copiloto de Juan Manuel Silva con un Mercedes-Benz Clase M, triunfando en el Rally del Norte Neuquino 2016 y participando del Rally Dakar de 2017.
Lafuente corrió el Rally Dakar de 2020 junto a Omar Eliseo Gandara con un Can-Am y en 2022 acompañó a Dania Akeel obteniendo el octavo puesto en el Rally Dakar, y el segundo puesto Arabia Saudí y en Dubái. Además finalizó tercero en la Baja Jordania junto a Saeed Al-Mouri con un Can-Am pero de la clase T4. 
En 2023 fue copiloto de Akeel en el Rally Dakar y de Héctor Diego Martínez en la Baja Saudí y la Baja Internacional de Qatar, en ambos casos con un Can-Am de la clase T3.
En 2024 se consagro campeón de su primer campeonato mundial como copiloto de Eduardo Pons en la categoría Challenger en la Copa Mundial de Bajas Cross-Country de la FIA, tras salir subcampeón del Baja Internacional de Dubai en dicha categoría, con un puntaje de 194 puntos.

## Palmarés
| Año                    | Título                    | Categoría            | Serie                |
| Palmarés como piloto   | Palmarés como piloto      | Palmarés como piloto | Palmarés como piloto |
| ---------------------- | ------------------------- | -------------------- | -------------------- |
| 2012                   | Desafío Litoral           | Quads                | Dakar Series         |
| 2014                   | Desafío Ruta 40           | Quads                | Dakar Series         |
| 2017                   | Desafío Ruta 40 Sur       | Quads                | Dakar Series         |
| Palmarés como copiloto |                           |                      |                      |
| 2016                   | Desafío Ruta 40           | Coches               | Dakar Series         |
| 2024                   | Copa Mundial de Bajas FIA | Challenger           | WBC                  |

## Resultados

### Rally Dakar
| Año                           | Categoría                   | Vehículo                    | Posición                    | Etapas                      | Notas                                                |
| Participaciones como piloto   | Participaciones como piloto | Participaciones como piloto | Participaciones como piloto | Participaciones como piloto | Participaciones como piloto                          |
| ----------------------------- | --------------------------- | --------------------------- | --------------------------- | --------------------------- | ---------------------------------------------------- |
| 2011                          | Quads                       | Yamaha                      | 14.º                        | -                           | Último en la general                                 |
| 2012                          | Quads                       | Yamaha                      | 5.º                         | 2                           | Mejor participación en Dakar.                        |
| 2014                          | Quads                       | Yamaha                      | Ret.                        | 1                           | Abandono en la undécima etapa.                       |
| 2015                          | Quads                       | Yamaha                      | Ret.                        | -                           | Abandono en la décima etapa.                         |
| Participaciones como copiloto |                             |                             |                             |                             |                                                      |
| 2016                          | Coches / T1                 | MINI                        | 43.º                        | -                           | Copiloto de Nazareno López                           |
| 2017                          | Coches / T1                 | Mercedes                    | Ret.                        | -                           | Copiloto de Juan Manuel Silva                        |
| 2021                          | P. Ligeros / T3             | Can-Am                      | 22.º                        | -                           | Copiloto de Saeed Al-Mouri                           |
| 2022                          | P. Ligeros / T3             | Can-Am                      | 8.º                         | -                           | Copiloto de Dania Akeel                              |
| 2023                          | P. Ligeros / T3             | Can-Am                      | 28.º                        | -                           | Copiloto de Dania Akeel                              |
| 2024                          | SSVs / T4                   | Can-Am                      | 22.º                        | -                           | Copiloto de Rebecca Busi                             |
| 2025                          | SSVs / T4                   | Can-Am                      | Ret.                        | -                           | Copiloto de Diego Martínez, abandono en cuarta etapa |
| Fuente:                       |                             |                             |                             |                             |                                                      |

### Campeonato Mundial de Rally Raid (FIA)
| Año                           | Categoría                     | Vehículo                      | Posición                      | Puntaje                       | Victorias                     |
| Participaciones como copiloto | Participaciones como copiloto | Participaciones como copiloto | Participaciones como copiloto | Participaciones como copiloto | Participaciones como copiloto |
| ----------------------------- | ----------------------------- | ----------------------------- | ----------------------------- | ----------------------------- | ----------------------------- |
| 2022                          | Challenger / T3               | Can-Am                        | 13.º                          | 16                            | -                             |
| 2023                          | Challenger / T3               | Can-Am                        | 19.º                          | 15                            | -                             |
| 2024                          | SSVs / T4                     | Can-Am                        | 3.º                           | 155                           | -                             |
| Fuente:                       |                               |                               |                               |                               |                               |